# 虞丞乡
虞丞乡，是中华人民共和国四川省眉山市仁寿县下辖的一个乡镇级行政单位。得名于葬于此处的南宋著名丞相虞允文。2019年12月，撤销景贤乡，将其所属行政区域划归虞丞乡管辖。

## 行政区划
虞丞乡下辖以下地区：
盐硝村、丞相村、冒水村、反封村和樊家村。